# تريانتافيليا (سيرري)
تريانتافيليا (Τριανταφυλλιά) هي مدينة في سيرري في مقاطعة فوريا إلادا في اليونان.